# Луисвил (Арканзас)
Луисвил (енгл. Lewisville) град је у америчкој савезној држави Арканзас.

## Демографија
По попису из 2010. године број становника је 1.280, што је 5 (-0,4%) становника мање него 2000. године.
| Група             | 2000.       | 2010.       |
| Белци             | 616 (47,9%) | 516 (40,3%) |
| Афроамериканци    | 634 (49,3%) | 709 (55,4%) |
| Азијати           | 0 (0,0%)    | 0 (0,0%)    |
| Хиспаноамериканци | 27 (2,1%)   | 37 (2,9%)   |
| Укупно            | 1.285       | 1.280       |